# Joshua Glover

Marcador histórico de Wisconsin, identificando o local do tribunal original e da prisão onde Joshua Glover foi resgatado por uma multidão de 5 mil pessoas, em Milwaukee, Wisconsin.

Joshua Glover era um escravo fugitivo de St. Louis, Missouri, que procurou asilo em Racine, Wisconsin em 1852. Ao saber seu paradeiro em 1854, o proprietário de escravos Bennami Garland tentou usar a Lei dos Escravos Fugitivos para recuperá-lo. Glover foi capturado e levado para uma prisão de Milwaukee. Uma multidão incitada por Sherman Booth invadiu a prisão e resgatou Glover, que foi levado secretamente para Port Washington, Wisconsin, de onde viajou de barco para o Canadá. O resgate de Glover e a tentativa subsequente do governo federal de processar Booth ajudaram a galvanizar o movimento abolicionista no estado que acabou levando o Wisconsin a se tornar o único estado a declarar a lei inconstitucional.
Um marcador histórico de Wisconsin no Cathedral Square Park, em Milwaukee, marca o local do tribunal e da prisão originais, onde Joshua Glover foi preso por marechais federais e, posteriormente, resgatado por uma multidão de 5 mil pessoas. Esforços estão em andamento para criar um monumento ao parque que atenda aos requisitos do Serviço Nacional de Parques para um site oficial da National Underground Railroad Network to Freedom.